# 川橋幸子
川橋 幸子（かわはし ゆきこ、1938年5月10日 - 2024年7月25日）は、日本の政治家。元参議院議員（2期）、元総理府婦人問題担当室長。

## 人物
東北大学法学部卒業。1977年に労働省広報室長として第28回NHK紅白歌合戦の審査員を務める。
1996年の民主党の結成に参加。1999年の民主党党首選挙横路孝弘候補の推薦人となる。
2008年、旭日中綬章受章。
2024年7月25日、胃がんのため東京都内の病院で死去した。86歳没。死没日付をもって従四位に叙された。

## 政策
- 1999年、国旗及び国歌に関する法律案の参議院本会議における採決で反対。
- 2003年提案の戦時性的強制被害者問題の解決の促進に関する法律案の提案者。
- 選択的夫婦別姓制度導入に賛成。2000年には、川橋ら超党派女性国会議員50名が、夫婦別姓選択制を求めて当時の森総理に申し入れを行った。申し入れでは、「とくに若い世代では、夫婦別姓選択制を望む声が高まっています。政府には、世論を喚起するなど、夫婦別姓選択制を導入するための努力を望む」としている[4]。

## 政治略歴
- 1992年（平成4年）第16回参議院議員通常選挙初当選（日本社会党）。
- 1995年（平成7年）参議院逓信委員会委員。
- 1999年（平成11年）参院行財政・税制特別委員会委員。
- 2001年（平成13年）参議院憲法調査委員会委員、参議院厚生労働委員会委員。
- 2002年（平成14年）参議院決算委員会理事。参議院文教委員会委員。
- 2004年（平成16年）参議院内閣委員会委員。第20回参議院議員選挙で引退。

## 著書
- 女の職場行動学―日本とアメリカ（朝日ソノラマ、1980年）
- 政党政治に未来はあるか―女性議員の"憂鬱"と"希望"（アプレコミュニケーションズ、1998年）
- わかりやすい男女共同参画政策と女性のエンパワーメント（アプレコミュニケーションズ、1998年）
- 辻村みよ子、三浦まり、糠塚康江、三成美保、大山礼子、川橋幸子ほか 著、辻村みよ子、三浦まり、糠塚康江 編『女性の参画が政治を変える―候補者均等法の活かし方』信山社出版、2020年2月29日。ISBN 978-4797286465。